# 桑德拉·特鲁科洛
桑德拉·特鲁科洛（義大利語：Sandra Truccolo，1964年9月25日—），意大利女子射箭运动员。她曾代表意大利参加1996年、2000年和2004年夏季残疾人奥林匹克运动会射箭比赛，获得二枚金牌和二枚银牌。